# Cystiplex axi
Cystiplex axi is een platworm (Platyhelminthes). De worm is tweeslachtig. De soort leeft in het zoute water.
Het geslacht Cystiplex, waarin de platworm wordt geplaatst, wordt tot de familie Cystiplanidae gerekend. De wetenschappelijke naam van de soort werd voor het eerst geldig gepubliceerd in 1964 door Karling.